# Търнава (област Враца)
 За другото българско село вижте Търнава (област Ямбол).  
Вижте пояснителната страница за други значения на Търнава.
Търна̀ва е село в Северозападна България. То се намира в община Бяла Слатина, област Враца.

## География
Селото се намира на 6 км западно от гр. Бяла Слатина (общински център) и междуградския второстепенен път II-13, на около 45 км северно от областния център гр. Враца и международния път I-1 (E 79), на 7 км източно от с. Алтимир и междуградския второстепенен път II-15 (Враца-Оряхово) и на 7 км южно от с. Галиче.
През землището на Търнава преминават две реки: р. Скът (в северния край) и малката рекичка, вливаща се в нея — р. Грезница (южно от селото). Земята е много плодородна. 
В северния, западния и югозападния край на селото има няколко малки горички, както и няколко изкуствени напоителни и аквакултурни водоема, завирявани от р. Грезница.

## Население
Преброяване на населението през 2011 г.
Численост и дял на етническите групи според преброяването на населението през 2011 г.:
|                     | Численост | Дял (в %) |
| Общо                | 2366      | 100,00    |
| Българи             | 1780      | 75,23     |
| Турци               | 0         | 0,00      |
| Цигани              | 354       | 14,96     |
| Други               | 0         | 0,00      |
| Не се самоопределят | 27        | 1,14      |
| Неотговорили        | 201       | 8,49      |

## История и легенда
По неточни данни с. Търнава е едно от най-старите села в този район, като е съвсем вероятно старото село да е основано от славяните още през VII век. Името му е славянско, произлязло от наименованието на храста „трън“.
Доказателство за раннославянския произход на селището Търнава е и името на рекичката Грезница — старославянско име, запазено в руския език като „гряз“, старославянският оригинал е „грез“ („кал“). Тоест „Грезница“ означава кална, мътна рекичка, каквато в действителност е и сега.
Според едно предание, през XVIII век селото е било разрушено и изпепелено от кърджалиите. По-късно били открити стари турски документи, от които личи, че още през XVII век (1632 г.) селото е съществувало под същото име. От жителите над петнадесетгодишна възраст турската държава е събирала данък (90 дяла „дтизче“), което показва, че селото за онова време е било голямо. Всъщност то е съществувало много столетия преди нашествието на османлиите и там е имало славянско население. В по-ново време били открити човешки скелети (гробища) на хора, погребвани по християнски обичаи и основи на църква от XII век, наблизо до съвременното село. От това се съди, че там е било старото селище, разрушено и изпепелено от кърджалиите. В началото на XIX век някои от останалите живи жители се завърнали и сложили основите на селото на сегашното му място.
По-късно дошли пришълци от балканските и подбалканските села (от около 50 населени места). Така нараснало сегашното село. 
В района на селото има няколко археологически находки, които свидетелстват, че първите обитатели на селото и неговите околности са се заселили тук още в епохата на неолита (новокаменно-медна епоха), но едно доста голямо разстояние от местността „Геранчето“, по цялата долина на река Грезница и на север до устието на река Скът. Намерени са много останки като: керамични ножове, керамични стрели, каменни чукове, хромелни камъни (ръчни мелнички за зърнени храни), тежести за вертикално-тъкачен стан, прешлени за вретена, счупени глинени съдове, работени на ръка и други. Някои от тези находки сега се пазят в Софийския археологичен музей.
Много от тракийските могили в района на Търнава още не са проучени, но от намерените археологически останки на юг от селото в местността „Лековитият кладенец“ се изяснява, че още в ранножелезната епоха (около 800 години преди новата ера) тук траките основали свое голямо селище. Намерени са останки от глинените съдове, наподобяващи тракийската култура от онова време. Намерени са също и изображения на почитанието от траките езически богове Хилия и Телесфор.
През 1956 година търнавски трактористи изорават в местността „Върха“ срещу селото един голям глинен съд със 195 сребърни монети от II век пр. Хр. (на остров Тасос и Първа Македонска област).
По-късно през новата ера се насочила вълна от многобройни родове от балканските села на Врачанско, Ботевградско, Луковитско и други места, привлечени от благоприятните географски и климатични условия на хлебородната търнавска равнина.
Постепенно докъм 1830 година преселниците увеличили селото дотолкова, че то си имало вече свещеник и параклис в земята (поп Обчо или поп Иван), който през 1837 година поставил началото на килийното училище с 5 – 6 ученици (параклисът бил построен през 1840 година). През 1871 година селото наброявало 145 къщи. А около 1860 – 18644 година тук се били заселили от турското правителство още 60къщи черкези, които забегнали при Освободителната война през 1887 година. През 1871 година в селото имало редовно училище в частни задания с около 45 ученици от I, II и III отделение (клас), а през 1873 година в селото е построена специална сграда за училище.
Още през време на османската власт до около 1900 година главното препитание на жителите на с. Търнава било от скотовъдството (овце, говеда, биволи и коне). Впрегнатият добитък е бил предимно от биволи и по-рядко от волове. Конете се отглеждали за вършитба, езда и търговия. Мляко за консумация е произвеждано почти само от биволи, а сирене – от овцете. От земеделските култури най-вече са отглеждани царевица и пшеница (предимно за продажба), просо, коноп и зеленчуци за домашни нужди. Имало е просторни гори и пасища (общоселски и частни ливади). Напояване не е имало, освен за дребни зеленчукови площи. Облеклото на хората (мъже и жени) е било от домашна изработка, като за суровина са служели вълна, конопени повесма и овчи кожи. Обувките са правени от нещавени кожи от едър добитък. Храната е била оскъдна – предимно варива, зеленчуци, мляко и кукурузен хляб (просеник и качамак), а месо – рядко само при тържествени случаи.
До освобождението ни от османска власт жилищата са били изключително землянки с две отделения. В предното от тях зимно време е живеел добитъкът, а в дъното – хората. Осветлението било с кандила и прозорче с намаслена хартия. След Освобождението започнало издигането на високи жилища от кирпич (сурови тухли). В дъждовно време улиците са били непроходими от кал.
На 25 октомври 1877 година – вечерта, с. Търнава било освободено от руските войски. След Освобождението търнавчани целокупно подкрепяли либералната партия и русофилската политика, като признателност към освободителите.
В 1890 година е завършена църквата „Свети Лука“. Зографията в нея е от 1892 година и е дело на дебърските майстори Велко Илиев и Мелетий Божинов.

## Обществени институции
- Православен храм св. Лука
- Две начални училища: „Св. св. Кирил и Методий“ (Източна и Западна Сграда) и основно училище „Христо Ботев“
- Читалище „Напредък - 1898“ (Изцяло реновирано)
- Детска градина и дом за деца със специални потребности
- Пощенска станция 3252
- Кметство на с. Търнава

## Културни и природни забележителности
В близост до храма се намира паметник, на който са изсечени имената на участниците в Руско-турската война. В землището на с. Търнава се издигат повече от 40 тракийски надгробни могили, като девет от тях – най-големите по обем и височина, са събрани на едно място и са подредени в кръг. Намерени са монети, които са предадени на музеите. 
В с. Търнава е създаден първият селски стадион в България (съществуващ).
Други забележителности са Партизанското и Лековитото кладенче.
Търнава е едно от селата, в което жените правят бунт по време на Първата световна война.
Първата жена офицер в Българската народна армия е партизанката Вълка Николова Ташевска, от с. Търнава – загинала на 8 октомври 1944 г. на Остри връх, Югославия.

## Редовни събития
Всяка година на 1 ноември се провежда събор.